# أليساندرا روزالدو

أليساندرا روزالدو هي ممثلة، مغنية وراقصة مكسيكية ولدت في 11 سبتمبر 1971.

## روابط خارجية
أليساندرا روزالدو على موقع IMDb (الإنجليزية)
- أليساندرا روزالدو على موقع ميوزك برينز (الإنجليزية)
- أليساندرا روزالدو على موقع أول موفي (الإنجليزية)
- أليساندرا روزالدو على موقع ديسكوغز (الإنجليزية)
- أليساندرا روزالدو على موقع قاعدة بيانات الفيلم (الإنجليزية)